# Érick Lazo
Érick Javier Lazo (15 de fevereiro de 1990) é um futebolista nicaraguense que atua como atacante. Atualmente joga pelo Juventus Managua.

## Carreira internacional
Foi convocado pela primeira vez para o jogo contra Suriname, das eliminatórias da Copa do Mundo FIFA de 2018, sendo considerado surpresa por não ser ainda um titular no Deportivo Ocotal, equipe em que jogava no momento. E nesse jogo, que terminou com vitória de 1 a 0 para a Nicarágua, entrou aos 31' do segundo tempo como substituto de Norfran Lazo. Também foi convocado para o jogo de volta, no qual venceram por 3 a 1, mas não jogou.